# 탐조

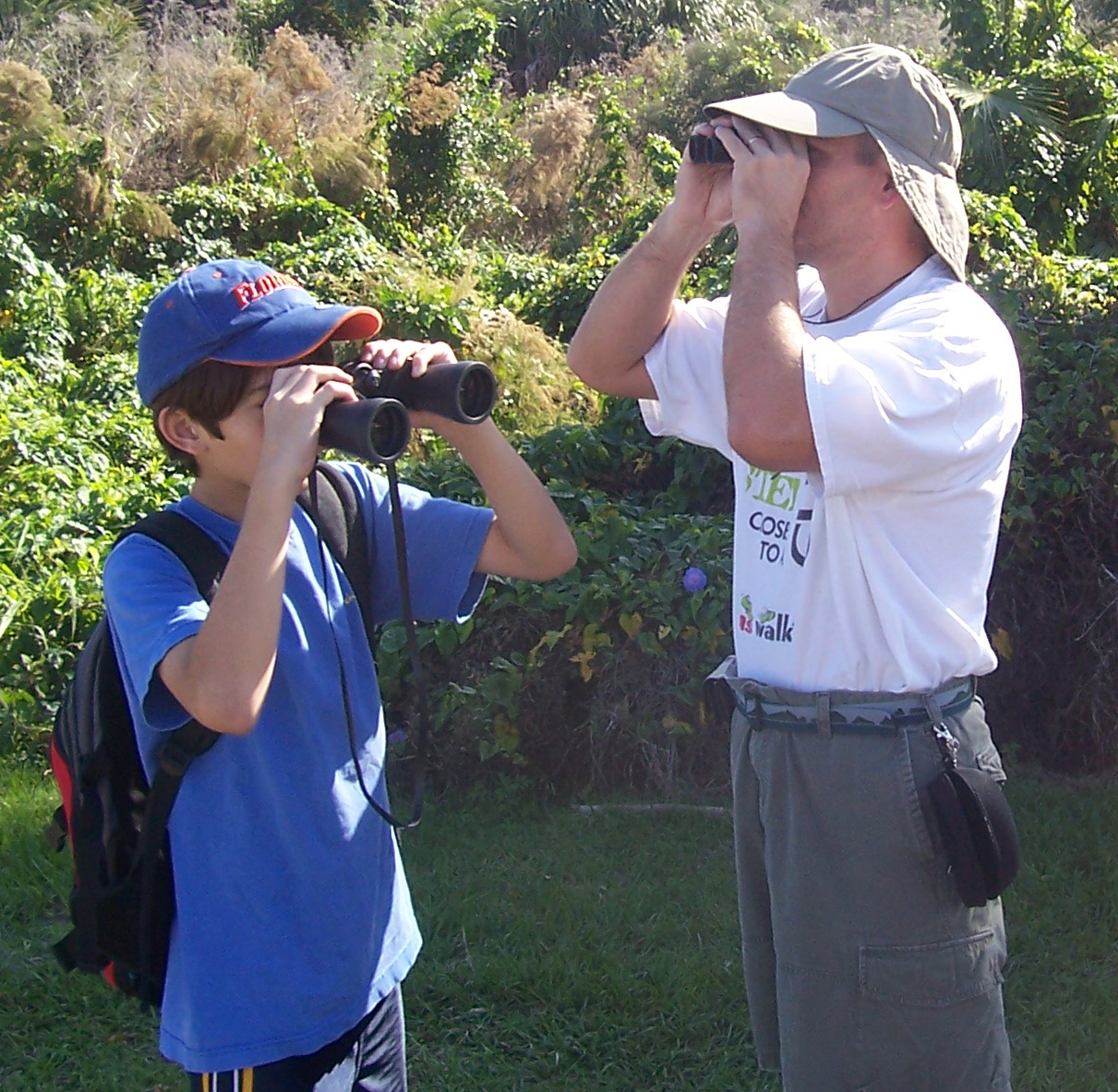
미국 플로리다주 인디언 리버 카운티에서 탐조를 즐기는 사람들.

탐조(探鳥)는 자연 상태의 새들의 모습을 관찰하면서 즐기는 행위이다. 이를 즐기는 사람들은 버드워처(birdwatcher) 또는 버더(birder)라고 한다.
탐조는 18세기경 영국을 중심으로 유럽에서 시작되었으며, 이후 미국과 일본 등으로 확장되었다. 한국도 2000년대 이후 탐조인구가 증가하면서 현재는 10만명 이상의 탐조인이 있다.

## 같이 보기
- 버드피딩
- 철새
- 중요조류지역